# UEFA 유로 2000 선수 명단
다음은 UEFA 유로 2000에 참가한 선수 명단이다. 이 대회는 벨기에와 네덜란드에서 열리고 6월 10일에 시작되어 결승전은 7월 2일에 로테르담에서 열려 프랑스의 트레제게가 연장전에 골든골을 넣어 극적인 우승으로 막을 내렸다.